# 道格·爱德华兹
道格拉斯·爱德华兹（英語：Douglas Edwards，1971年1月21日—），美国NBA联盟前职业篮球运动员。他在1993年的NBA选秀中第1轮第15顺位被亚特兰大鹰选中。